# Maianthemum robustum
Maianthemum robustum är en sparrisväxtart som först beskrevs av Tomitaro Makino och Masaji Masazi Honda, och fick sitt nu gällande namn av Lafrankie. Maianthemum robustum ingår i släktet ekorrbärssläktet, och familjen sparrisväxter. Inga underarter finns listade i Catalogue of Life.